# Guerrero
För andra betydelser, se Guerrero (olika betydelser).
Guerrero är en delstat i södra Mexiko och är belägen vid Stilla havskusten i södra delen av landet. Folkmängden uppgick år 2010 till cirka 3,4 miljoner invånare. Administrativ huvudort är Chilpancingo de los Bravo, och den största staden är Acapulco. En annan stor stad är Iguala de la Independencia. Delstaten är indelad i 81 kommuner.
Delstaten är uppkallad efter Vicente Guerrero, en av landets första presidenter.